# Astragalus georgii
Astragalus georgii es una especie de planta del género Astragalus, de la familia de las leguminosas, orden Fabales.

## Distribución
Astragalus georgii se distribuye por Kazajistán.

## Taxonomía
Fue descrita científicamente por Gontsch. Fue publicada en Bot. Mater. Gerb. Bot. Inst. Komarova Akad. Nauk S.S.S.R. 10: 40 (1947).